# Мій друг — людина несерйозна
«Мій друг — людина несерйозна» (латис. «Mans draugs - nenopietns cilvēks») — радянський художній фільм 1975 року, виробничо-побутова комедійна мелодрама. Знята за сценарієм переможця конкурсу Держкіно і  Спілки письменників 1973 року, Олександра Горохова — «Турботи кожного».

## Сюжет
Арвід Ласманіс через свою принциповість довго не затримується ні на одній роботі. Дружину і двох дітей треба годувати, і він йде халтурити могильником на кладовищі. Тещин наречений Циєкурс влаштував Арвіда до себе — на будівництво теплотраси, але і тут його непримиренний характер не дає можливості ужитися з недбайливими працівниками — він навідріз відмовився закопувати приготовані до установки іржаві труби. Інті, дружині Арвіда, набридло жити в комуналці, але для того, щоб отримати окрему квартиру, треба вміти пристосуватися до начальства.

## В ролях
- Яніс Паукштелло — Арвід Ласманіс
- Галина Мацулевич — Інта, дружина Арвіда
- Дзидра Рітенберга — Мірдза
- Олексій Михайлов — Циєкурс
- Ліліта Берзіня — Андерсоне
- Карліс Пумпуріньш — сусід
- Евалдс Валтерс — художник Чакан
- Раймондс Аушкапс — дуже серйозний начальник Єкабсонс
- Едуардс Павулс — керівник відділу кадрів
- Ольгерт Дункерс — шеф
- Володимир Лобіньш — Друмайс
- Аквеліна Лівмане — туристка

## Знімальна група
- Автор сценарію: Олександр Горохов
- Режисер: Яніс Стрейч
- Оператори: Мікс Звірбуліс, Модріс Реснайс
- Художник: Віктор Шильдкнехт
- Композитор: Раймонд Паулс